# Paula (bok)
Paula är en roman av Isabel Allende, utgiven 1994. Den utkom i svensk översättning av Lena Anér Melin 1995. Allende skrev boken medan hennes dotter Paula Frias Allende låg i koma till följd av komplikationer från sjukdomen porfyri och den började som ett brev till henne. Paula dog den 6 december 1992, 29 år gammal.